# Cá vàng Wakin

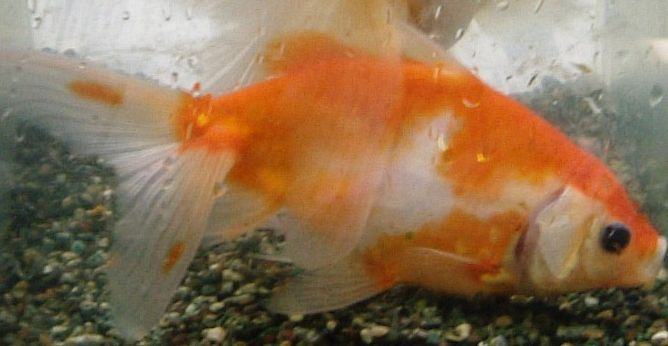
Cá vàng Wakin

Cá vàng Wakin (tên khác: Israeli Wakin goldfish) là một giống cá vàng có nguồn gốc từ Nhật Bản. Đây là một giống cá vàng được ưa chuộng để nuôi làm cá cảnh.

## Đặc điểm
Kích thước của cá trung bình đạt 37 cm. Wakin có thể phát triển đến 45 cm khi nuôi trong hồ ở ngoài trời. Phần thân của Wakin trông tương tự như cá vàng sao chổi Comet, chúng chỉ khác nhau ở hình dạng đuôi. Màu sắc của chúng có màu đỏ, trắng, đỏ và trắng. Màu sắc tươi sáng và lanh lợi. Vây đuôi phải phân chia rõ. 

## Tập tính
Tuổi thọ trên 20 năm. Một con Wakin cần tối thiểu 150l nước. Nhiệt độ trong bể nên duy trì 18-23 °C. Ánh sáng cao. Điều kiện nước từ pH 6,5-7,5. dH 4-20. Tránh nuôi chúng chung với cá mắt lồi đen- Moor, cá vàng mắt lồi-Telescope, cá vàng Lan Thọ-Ranchu, Thủy bao nhãn-Bubble eye và cá vàng hướng thiên-Celestial. Thức ăn của Wakin không cần một khẩu phần ăn đặc biệt. Nó có thể ăn thức ăn dạng khô lẫn tươi hoặc đông lạnh. 